# تایکی ماتسونو
تایکی ماتسونو (ژاپنی: 松野 太紀) (۱۶ اکتبر ۱۹۶۷ – ۲۶ ژوئن ۲۰۲۴) بازیگر و صداپیشه اهل ژاپن بود. وی از سال ۱۹۷۰ میلادی تا سال ۲۰۲۴ مشغول فعالیت بوده‌است.